# 彭禹廷
彭禹廷（1893年—1933年），又名锡田，出生于河南省镇平县安子营乡七里庄。是彭雪枫的叔父。曾先后就读于河南省开封知新中学、开封优级师范，最后毕业于北平汇文大学，曾任察哈尔省政府都统署秘书长。他是宛西自治的主要发起人。他在乡村建设中享有较高的成就，曾创办河南村治学院，通过在河南村治学院任职期间研究乡村发展问题，并培养乡村建设人才，以达到乡建救国的目的。彭禹廷原本是三民主义的支持者，富有理论和理想，旣有行政阅历，又有村治教育经验，所以他为宛西自治提出了许多目标和理想使宛西自治理论化和制度化。

## 生平

### 崭露头角
他7岁入私塾读书，1904年入镇平县立高等小学堂，后入镇平县师范传习所。1908年入开封知新中学，次年保送至河南优级师范。1911年他在开封上学期间曾参与过河南革命党人筹划的武装起义活动。彭禹廷与革命志士张仲端等11人被捕，张仲端不料遇害，彭禹廷逃至襄阳，在襄阳参加河南旅鄂奋勇军，随军入南阳。不久，南北议和，彭禹廷复入河南优级师范读书，后又就读于北京汇文大学外语系。肄业后，任教于省立南阳第五中学。1919年，任河南印刷局局长。同年10月，应西北军陕西路政局长闫敬轩之邀到陕西。11月，闫病逝，因彭禹廷承办善后事宜得体， 受到西北军十一师二十二旅旅长张之江的赏识。

### 得到赏识后被重用
1922年开始，他在冯玉祥的西北军内先后担任张之江部军法处长、旅部书记官、任察哈尔都统署秘书长等职。1926年9月冯玉祥率部参加北伐，所领各部也全部加入国民党。1927年5月，冯部配合武汉政府北伐从陕西进攻河南，彭禹廷随军于6月初到达郑州，8月彭禹廷的母亲病逝，回家守孝时见家乡民不聊生，遂辞去秘书长一职，留乡任镇平第十区侯集区区长，期间，张之江从南京连续来电，请其入京任职，彭禹廷以改造乡村为由复电婉拒。
1929年1月河南省府委任他为河南自卫团豫南第二区区长，统辖豫西南九县的民团。但他的重点工作还是推行乡村治理工作。1929年夏，河南省主席韩复榘请他到辉县创办河南村治学院，彭禹廷任院长，梁仲华为副院长，梁漱溟任教务长。期间他潜心研究“乡村建设”和“地方自治”理论。1930年秋，他回到家乡，专心致力于地方自治，并与别廷芳、陈重华，实行镇平、内乡、淅川、邓县四县联防，订定联防自治公约。由于宛西自治触犯了部分人的利益。1933年2月29日，彭禹廷被毕玉费、 杨瑞峰的侍卫害死。农历4月16日，彭禹廷的悼念会在镇平县公开举行，后葬于杏花山虎山沟。

## 参看
- 彭雪枫